# Cryptoclothoda spinula
Cryptoclothoda spinula is een insectensoort uit de familie Clothodidae, die tot de orde webspinners (Embioptera) behoort. De soort komt voor in Brazilië.
Cryptoclothoda spinula is voor het eerst wetenschappelijk beschreven door Edward S. Ross in 1987. Het is de eerste en tot nog toe enige soort uit het geslacht Cryptoclothoda Ross. Het holotype werd gevangen in het Amazoneregenwoud ten noorden van Paragominas in de Braziliaanse deelstaat Pará.